# Boys Like Girls
Boys Like Girls – amerykański zespół rockowy z Bostonu założony w 2005 roku przez Martina Johnsona. Najpóźniej, bo w listopadzie 2005 roku do zespołu dołączył Paul DiGiovanni, kuzyn Johna Keefe'a (perkusisty grupy).

## Skład zespołu
- Martin Johnson – wokal, gitara
- Paul DiGiovanni – gitara prowadząca, drugi wokal
- Bryan Donahue – gitara basowa
- John Keefe – perkusja

## Dyskografia

### Albumy studyjne
| 2006                  | Boys Like Girls - Pierwszy album studyjny - Data wydania: 22 sierpnia 2006 - Wydawnictwo: Columbia Records/Red Ink | 55 | 14 | 1 | —  | 195 | - US: Gold |
| 2009                  | Love Drunk - Drugi album studyjny - Data wydania: 6 września 2009 - Wydawnictwo: Columbia Records/Red Ink          | 8  | 1  | — | 11 | 110 |            |
| "—" utwór nienotowany | |    |    |   |    |     |            |

## Single
| 2007                  | "Hero/Heroine"                                    | 43 | 32 | —  | —  | —  | —  | —  | —  | —  | - US: Gold                     | Boys Like Girls |
| 2007                  | "The Great Escape"                                | 23 | 9  | 20 | —  | 57 | —  | 36 | 72 | —  | - US: Platinum - US: Gold (MT) | Boys Like Girls |
| 2008                  | "Thunder"                                         | 76 | 32 | —  | —  | —  | —  | —  | —  | —  | - US: Gold                     | Boys Like Girls |
| 2009                  | "Love Drunk"                                      | 22 | 8  | 35 | —  | 32 | —  | 24 | 44 | 51 | - US: Platinum                 | Love Drunk      |
| 2009                  | "Two Is Better Than One" (featuring Taylor Swift) | 18 | 7  | 14 | 29 | 18 | 34 | —  | —  | —  | - US: Platinum                 | Love Drunk      |
| 2010                  | "Heart Heart Heartbreak"                          |    | 38 |    |    |    |    |    |    |    |                                | Love Drunk      |
| "—" utwór nienotowany |                                                   |    |    |    |    |    |    |    |    |    |                                |                 |

## Teledyski
| Rok  | Tytuł                    | Reżyser                 |
| ---- | ------------------------ | ----------------------- |
| 2007 | "Hero/Heroine"           | Chris Vaglio/Mark Serao |
| 2007 | "The Great Escape"       | Alan Ferguson           |
| 2008 | "Thunder"                | Josh Forbes             |
| 2008 | "Heels Over Head" (live) | Doug Spangenberg        |
| 2009 | "Love Drunk"             | Travis Kopach           |
| 2009 | "Two Is Better Than One" | Meiert Avis             |